# Canon de 305 mm modèle 1887
Le canon de 305 mm modèle 1887 désigne un canon naval construit à la fin du XIXe siècle pour la Marine française. Il constitue l'armement principal de trois cuirassés d'escadre, les Charles Martel, Carnot et Jauréguiberry et de deux cuirassés garde-côtes, ceux de la classe Bouvines.

## Caractéristiques
D'un diamètre intérieur (ou calibre) de 305 mm, le canon de 305 mm modèle 1887 possède une vitesse à la bouche de 780 à 815 mètres par seconde selon le projectile utilisé, celui-ci gardant une vitesse de 682 à 683 mètres par seconde après avoir parcouru 2 000 mètres. Ils mesurent 13 992 mm (le canon en lui-même mesurant 13 507 mm soit 45 calibres) et pèsent 45 740 kg.

## Utilisation
Le canon de 305 mm modèle 1887 constitue l'armement principal des deux cuirassés garde-côtes de la classe Bouvines, les Bouvines et Amiral Tréhouart : deux tourelles simples sont montées, l'une tirant vers l'avant et l'autre vers l'arrière. Il constitue de même l'armement principal des cuirassés pré-dreadnought Charles Martel, Carnot et Jauréguiberry, avec la même disposition. Les trois navires possèdent aussi chacun deux canons de 274 mm modèle 1887 montés sur les côtés du navire, les quatre « gros » canons formant ainsi un losange. 
Le Bouvines et l'Amiral Tréhouart participent à de nombreux exercices au début du XXe siècle, et sont désarmés avant la Première Guerre mondiale, passant le conflit à quai à Cherbourg. Le Charles Martel et le Carnot sont désarmés avant la Première Guerre mondiale et servent de ponton-caserne à Brest. Le Jauréguiberry quant à lui prend part à la bataille des Dardanelles en 1915, et tire plusieurs coups sur les batteries turques. Il passe le reste de la guerre en Méditerranée et est désarmé à la fin du conflit.